# Cox's
Cox's was een warenhuis in Pittsburgh, Pennsylvania. Naast de vlaggenschipwinkel van vier verdiepingen in het zakendistrict in het centrum van McKeesport, Pennsylvania, had Cox's zeven winkels in winkelcentra in de omgeving van Pittsburgh. 

## Geschiedenis
Cox's is ontstaan uit een klein naaiatelier, dat in 1884 was opgericht door Mary Ann Cox in McKeesport, Pennsylvania.  In de jaren 1950 was de onderneming zo sterk gegroeid dat Robert Cox, de kleinzoon van Mary Ann, het White Opera House op de hoek van Fifth Avenue en Walnut Street in het zakendistrict van McKeesport kocht en het liet slopen om er een vlaggenschipwarenhuis te bouwen. Het moderne warenhuis met vier verdiepingen, gebouwd in de internationale stijl, werd in 1955 geopend. Een groot betonnen medaillon van William Shakespeare, dat als middelpunt van het operagebouw had gediend, werd behouden en tentoongesteld op de benedenverdieping van het warenhuis.
In de jaren 1970 werden er in de omgeving van Pittsburgh nog eens zeven vestigingen geopend in winkelcentra en werd de vlaggenschipwinkel uitgebreid. Begin jaren 1980 had een economische recessie in het gebied rond Pittsburgh echter geleid tot een werkloosheidspercentage van 22,8 procent, hetgeen ertoe leidde dat het bedrijf op 2 november 1982 faillissement aanvroeg. Nadat het meer dan tien jaar leeg had gestaan, werd de vlaggenschipwinkel in McKeesport in 1994 gesloopt. 